# Stefan Möller

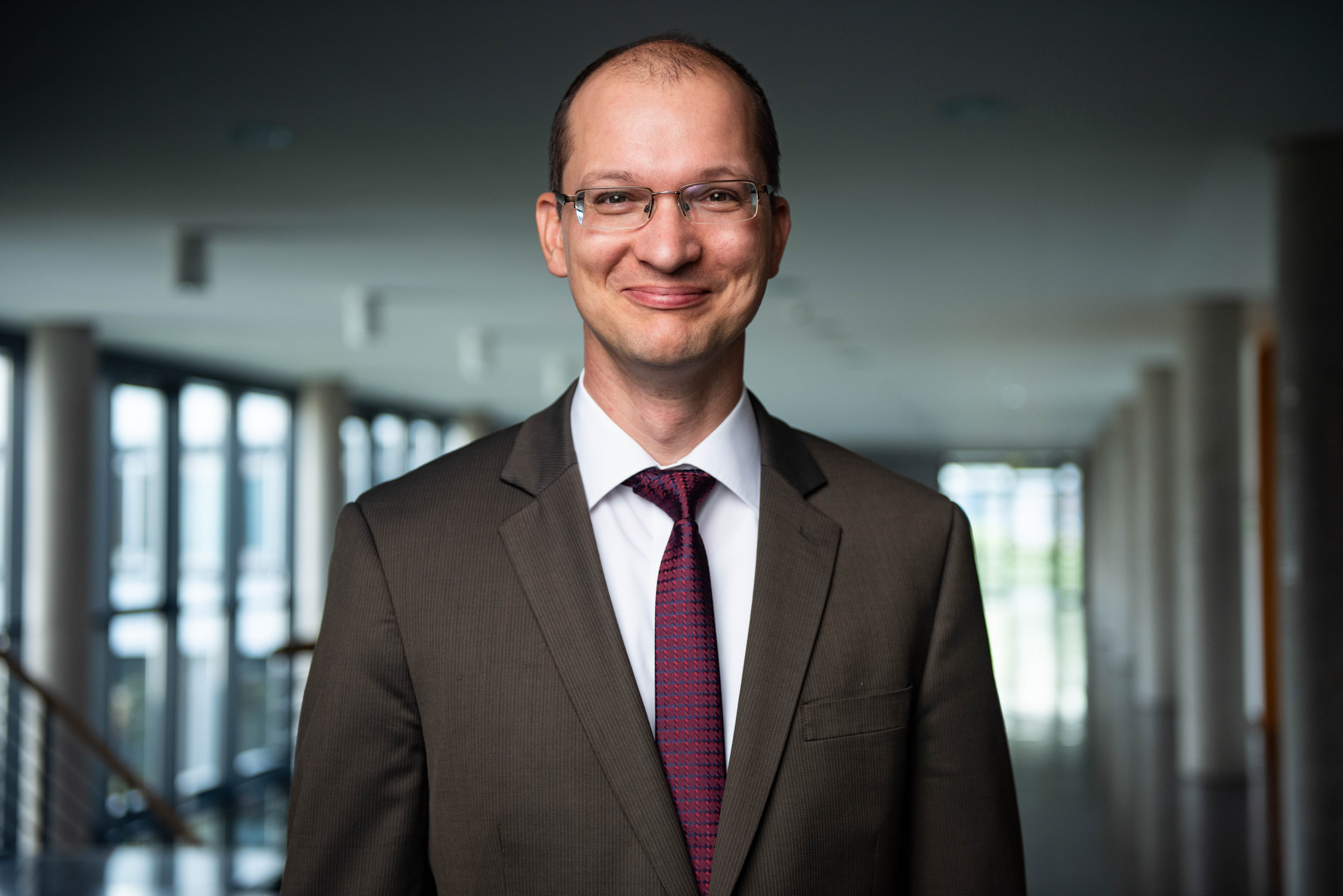
Stefan Möller (2018)

Stefan Möller (* 23. März 1975 in Erfurt) ist ein rechtsextremer deutscher Politiker (AfD). Er ist seit 2014 einer der beiden Landessprecher der AfD Thüringen. Seit 2025 ist er Mitglied des Deutschen Bundestages. Zuvor war er von 2014 bis 2025 Mitglied des Thüringer Landtags.

## Leben
Möller nahm 1994 ein Studium der Rechtswissenschaften an der Friedrich-Schiller-Universität Jena auf. Nach dem Abschluss des Rechtsreferendariats ist er seit 2004 als Rechtsanwalt tätig, seit 2007 betreibt er eine eigene Kanzlei in Erfurt. Zugleich wurde er 2007 Unternehmensjurist für die Thüringer Energie AG.
Möller ist verheiratet und hat zwei Kinder.

## Politik
Möller ist, gemeinsam mit Björn Höcke, seit 2014 einer der beiden Landessprecher der AfD Thüringen. Er war von 2013 bis Anfang 2016 auch Beisitzer im AfD-Kreisverband Mittelthüringen. Bei der Landtagswahl 2014 zog er über die Landesliste der AfD Thüringen in den Thüringer Landtag ein. Am 22. September 2014 wurde er zum Parlamentarischen Geschäftsführer der AfD-Landtagsfraktion gewählt. Im März 2015 unterzeichnete er die Erfurter Resolution.
Möller war Mitglied im Ausschuss für Wirtschaft und Wissenschaft des Landtags. Zudem war er energiepolitischer, wirtschaftspolitischer und migrationspolitischer Sprecher der AfD-Fraktion. Möller war von 2015 bis 6. November 2017 Mitglied im Beirat der Thüringer Aufbaubank sowie der Gesellschaft für Arbeits- und Wirtschaftsförderung des Freistaats Thüringen mbH. Im April 2018 wurde Möller zum Vorsitzenden des Justizausschusses im Thüringer Landtag gewählt. Der Wahl war eine mehrmonatige Auseinandersetzung nach dem Wechsel des vorherigen Vorsitzenden Stephan Brandner in den Bundestag vorausgegangen; Abgeordnete der SPD, der Linken und der Grünen warfen Möller ein „mangelndes Rechtsstaatsverständnis“ vor, außerdem missbrauche er die Rechte des Parlaments mit „Geschäftsordnungsspielchen“.
Bei der Oberbürgermeisterwahl in Erfurt am 15. April 2018 erreichte Stefan Möller 14,4 Prozent der Stimmen und wurde somit Dritter.
2019 und 2024 wurde Möller erneut in den Thüringer Landtag gewählt.
Bei der Bundestagswahl 2025 kandidierte Möller im Bundestagswahlkreis Eisenach – Wartburgkreis – Unstrut-Hainich-Kreis und auf Platz 2 der AfD-Landesliste. Er zog über das Direktmandat in den Deutschen Bundestag ein. Im Zuge dessen legte er sein Landtagsmandat nieder; für ihn rückte Pascal Wloch in den Landtag nach.
Am 21.05 wurde er zum Vorsitzenden des Ausschuss für Recht und Verbraucherschutz bestimmt, wurde aber von den anderen Mitgliedern im Ausschuss nicht bestätigt. Er erhielt 17 ja Stimmen und 27 Nein Stimmen. Am 25.06 wurde er erneut vorgeschlagen und wieder nicht gewählt.
Möller war neben Björn Höcke der Mitinitiator der Mittwochsdemonstrationen des Thüringer Landesverbands der AfD.